# Lichtensteinia
Genre
Classification APG III (2009)
Lichtensteinia est un genre de plantes à fleurs de la famille des Apiaceae.

## Liste des espècees
- Lichtensteinia crassijuga
- Lichtensteinia globosa
- Lichtensteinia interrupta
- Lichtensteinia lacera
- Lichtensteinia latifolia
- Lichtensteinia obscura
- Lichtensteinia trifida

## Publication originale
- Chamisso L.K.A.v. & Schlechtendal D.F.L.v., 1826. Linnaea 1: 394.